# Маркова, Валентина Евгеньевна
Валентина Евгеньевна Маркова (по мужу — Мартынюк) (род. 5 мая 1942, Москва) — советская актриса театра и кино.

## Биография
Валентина Маркова родилась 5 мая 1942 года в Москве.
В 1958 году поступила в вечернюю студию Московского драматического театра им. Станиславского. В 1965 году окончила ГИТИС. С 1958 по 1989 год играла в Московском драматическом театре имени К.С. Станиславского.
Снималась в кино, в основном в эпизодических ролях. Первая роль — роль Зои в фильме «Баллада о солдате» (1959).

## Семья
Муж (1965—1979) — Георгий Яковлевич Мартынюк (1940—2014), советский и российский актёр театра и кино, народный артист Российской Федерации
- Дочь — Елизавета Георгиевна (1965—1985).

## Театральные работы
- «Раскрытое окно», Э. Брагинский, 1958 — Алла
- «Винтовка № 492116», А. Крон, 1961 — Таня Морозова
- «Жизнь и преступление Антона Шелестова», Г. Медынский, В. Токарев, 1961 — Марина Зотова
- «Всё только начинается», Л. Елагин, Э. Ставский, 1962 — девушка
- «Трёхгрошовая опера» Б. Брехт, 1963 — Молли
- «Палуба» Л.Зорин, 1963 — Инна
- «Сейлемские ведьмы», 1963 — Мэрси Люис, девушка
- «Двенадцать», П. Когоут, 1964 — Ива
- «Робин Гуд», С. Заяицкий, 1968 — цыганка
- «Годы странствий», А. Арбузов, 1969 — девушка
- «В Польше рождённый», Е. Брошкевич, 1970 — Киса
- «Альберт Эйнштейн», Н. Погодин, 1971 — мисс Джойс
- «Чёрт» Ф.Мольнар, 1971 — очаровательная дама
- «Прощание в июне», А. Вампилов, 1972 — строгая
- «Ещё не вечер», А. Кутерницкий, 1974 — Нина, Людка
- «Радуга зимой», М. Рощин, 1974 — тётя Клава
- «Обелиск», В. Быков, 1975 — Ульяна
- «Монолог о браке», Э. Радзинский, 1975 — Тамара
- «Повесть об одной любви», А. Тоболяк, 1977 — Вера
- «Сирано де Бержерак», Э. Ростан, 1980 — жена Рагно
- «Не был…не состоял…не участвовал…», Ю. Макаров, 1982 — Наташа
- «Царевна Лягушка», Г. Соколова, 1984 — Марья

## Фильмография
1. 1959 — Баллада о солдате — Зоя, соседка Скворцовых
2. 1960 — Своя голова на плечах — Лида
3. 1961 — Карьера Димы Горина — Нина, член бригады Дробота
4. 1962 — Третий тайм — Саша, жена Скачко
5. 1971 — День моих сыновей — эпизод (в титрах — В. Мартынюк)
6. 1971 — Следствие ведут ЗнаТоКи. Ваше подлинное имя (Дело № 2) — дежурная в тюрьме (в титрах — В. Мартынюк)
7. 1971 — Следствие ведут ЗнаТоКи. С поличным (Дело № 3) — дежурная в тюрьме (в титрах — В. Мартынюк)
8. 1971 — Следствие ведут ЗнаТоКи. Повинную голову… (Дело № 4) — дежурная в тюрьме (в титрах — В. Мартынюк)
9. 1973 — Следствие ведут ЗнаТоКи. Свидетель (Дело № 9) — дежурная в тюрьме (в титрах — В. Мартынюк)
10. 1975 — Светлые ожидания (телеспектакль; в титрах — В. Мартынюк)
11. 1977 — Следствие ведут ЗнаТоКи. Любой ценой (Дело № 11) — Нина, дежурная в тюрьме (в титрах — В. Мартынюк)
12. 1982 — Случай в квадрате 36-80 — эпизод (в титрах — В. Мартынюк)
13. 1987 — Джамайка — эпизод